# 纸牌屋 (英国电视剧)
《紙牌屋》（英語：House of Cards）是1990年的政治驚悚片電視連續劇，一共有四集。故事時空設定為英国首相戴卓爾夫人的請辭後。本劇於11月18日至12月9日期間，由英国广播公司播出。
本劇由安德魯·戴維斯改編保守黨幕僚長迈克尔·多布斯的同名小說，內維爾·泰勒也在1996年為英國廣播公司國際頻道對多布斯的小說進行戲劇化。本劇有兩部電視續集－《戲王者》和《最後一擊》。本劇的開場和結束的主題曲音樂是「法蘭西斯·厄克特的進行曲」。
《紙牌屋》在2000年的英國電影協會100個最偉大英國電視節目中排行第84位。2013年，本齣政治三部曲和多布斯的小說被改編為美國電視劇版，背景設定於华盛顿哥伦比亚特区，由Netflix製作及發行。

## 概覽
本劇的反派主角是保守黨首席黨鞭法蘭西斯·厄克特，由伊恩·理查森所飾演。故事講述厄克特透過控制和毫無道德的手段，令自己成為己黨黨魁和英國首相。
原作《紙牌屋》的作者迈克尔·多布斯並沒有預計撰寫第二和第三本書，故事主角厄克特也在第一本小說的結尾逝世。不過英国广播公司決定修改原作並埋下伏線，讓故事得以延續。最終，多布斯在1993年和1995年完成《戲王者》和《最後一擊》兩本續作。
《紙牌屋》的靈感來自莎士比亚劇本《馬克白》和《理查三世》，兩劇主角都是被權力和野心腐化。主演的理查森曾有出演莎士比亞作品的經驗，他亦表示自己根據莎士比亞眼中的理查三世，描繪厄克特的角色。
厄克特在劇中經常透過鏡頭與觀眾對望和對談，打破第四面墙。

## 劇情
戴卓爾夫人辭任黨魁和首相後，執政的保守黨將會選出新任黨魁。下議院議員兼政府首席黨鞭法蘭西斯·厄克特（伊恩·理查森飾演）在故事開初向觀眾介紹各候選人。亨利·郝令域（戴维·里昂飾演）最終勝出並成為新任黨魁和首相。厄克特暗中鄙視友善但軟弱的郝令域，但仍然希望能夠升任內閣高級閣員。全國大選過後，保守黨失去了部分議席，但仍然成功控制國會。厄克特及後建議改組內閣，包括他渴求的升職。但郝令域以麥美倫在1962年長刀之夜後的政途沒落為由，拒絕了厄克特的建議。在妻子伊莉莎白（黛安·弗莱彻飾演）的鼓勵下，厄克特決定要將郝令域趕下台。
與此同時，厄克特在得到妻子的允許下，與親保守黨小报《記事報》的初級政治記者－馬蒂·薛多琳（苏珊娜·哈克飾演）發生了關係。此事令厄克特能夠操控薛多琳，間接地扭曲她對保守黨黨魁選舉的報導，使之對其有利。年輕的薛多琳明顯有一種戀父情結，她對頗年老的厄克特感到很有興趣，後期更稱他為「爸爸」。除薛多琳以外，另一個被利用的棋子是吸食可卡因上癮的保守黨公共關係顧問羅傑·奧尼爾（邁爾斯·安德森飾演）。
厄克特勒索奧尼爾，要求他對外洩露預算被裁減的消息，令郝令域在首相答問環節上無地自容。厄克特繼而指控保守党主席狄奧多·彪斯堡勳爵（尼古拉斯·塞爾比飾演）外洩保守黨黨員數字下調的內部調查數據，導致郝令域將其革職。隨著郝令域形象受損，厄克特鼓勵極保守派的外交事務大臣柏德烈·禾頓（马尔科姆·蒂尔尼飾演）和《記事報》老闆本傑明·蘭茲（肯尼·愛爾蘭飾演）支持他將郝令域拉下馬。厄克特又扮成郝令域的胞兄查理斯（詹姆斯·維利爾斯飾演），入股一間即將從政府機密資料中獲益的化工公司，使得郝令域被誤指進行內幕交易，唯有請辭。
黨魁選舉再一次開打，厄克特起初偽裝自己無意參選。其後在下屬添·史坦普（科林·杰文斯飾演）的協助下，厄克特致力要令到其他候選人退選。厄克特先是暗中號召舉行示威，混亂中卫生大臣彼得·麥肯齊（克里斯托弗·歐文飾演）意外撞倒一名殘疾示威者，最終觸發公眾強烈抗議，而只好退選；厄克特匿名發信給教育大臣歐夏德，內裡有數張他曾召男妓的照片，以此勒索他退出競選。
首輪投票前夕，厄克特宣布參選。投票結果顯示，三位入圍候選人為厄克特、禾頓和獲彪斯堡支持的溫和派環境大臣米高·山繆斯。厄克特為了淘汰禾頓，早已埋下伏線。郝令域仍在任時的保守黨大會上，厄克特向奧尼爾施壓，要求慫恿他的愛人和私人助理蓋鵬妮（阿尔曼西亚·伊曼纽尔飾演）在禾頓的家中與禾頓發生一夜情，而厄克特則透過一個被裝有竊聽器大臣紅盒，把整晚的事情都錄下來。當禾頓收到這段錄音時，他認定就是山繆斯在背後搞鬼，因而改為支持厄克特。厄克特又獲得郝令域的支持，不過郝令域卻不知道他支持的人就是令他倒台的人。最終，因為有小報揭發山繆斯曾於剑桥大学就讀時支持左派的原則，而被逼退賽。
薛多琳對於郝令域兄弟一案感到疑惑，因而決定發掘當中的來龍去脈。奧尼爾在厄克特的命令下，令薛多琳的汽車和屋企被毀壞，以此恐嚇她不要再繼續尋找真相。不過，奧尼爾對於被厄克特要求做事感到越來越不安，他的可卡因成癮亦越加嚴重，令他更為不穩定。厄克特為免東窗事發，決定將殺鼠藥混入奧尼爾的可卡因，令他在高速公路的廁所吸食可卡因期間，自殺身亡。薛多琳因為愛情而盲目，不願承認厄克特就是殺害奧尼爾的人、就是令郝令域倒台的人、就是令所有政敵都退選的人。但最終，她亦認清了事實，繼而起程到西敏寺，要與厄克特當面對質。
厄克特勝利在即，薛多琳最終在西敏宫的天台花園找到他，二人口角。厄克特承認他所做的一切，包括謀殺奧尼爾。厄克特再問薛多琳能否信任她，薛多琳稱可以。但厄克特其實已經失去對她的信任，因而將她拋下樓。薛多琳的屍體躺臥在路面的客貨車上，一個不知名的人士撿走了薛多琳的錄音機，原來薛多琳一直錄下了自己和厄克特的所有對話。
最後，厄克特在第二輪黨魁選舉投票中擊敗山繆斯，成為新任黨魁。厄克特其後前往白金汉宫，並將會獲伊丽莎白二世邀請籌組政府。本集至此結束。

## 小說與電視劇之異
以下為出現在第一本小說中，但沒有出現在電視劇集中的內容：
| 小說 | 電視劇                                                           |
| --- | ---------------------------------------------------------------- |
| 第三人稱所撰寫，因此厄克特從不與讀者對話                                                                    | 為打破第四面牆，厄克特會與觀眾對談                               |
| 厄克特自己一人時没有那么自信和果断                                                                          | 厄克特自己一人時經常有很多計謀                                   |
| 薛多琳是《每日电讯报》的記者                                                                                | 薛多琳是虛構的《記事報》的記者                                   |
| 薛多琳沒有與厄克特發生關係，二人甚至不常對談， 反而薛多琳與同為記者的约翰·克拉耶夫斯基發生關係              | 薛多琳與厄克特發生關係， 而薛多琳與约翰·克拉耶夫斯基只是朋友關係 |
| 厄克特妻子名叫米兰达，只是一個小配角，亦不插手丈夫的計謀 （不過在兩本續集，妻子改名為伊莉莎白，戲份亦加重） | 厄克特妻子名叫伊莉莎白，會為丈夫出謀獻策                         |
| 保守黨黨大會在伯恩茅斯舉行                                                                                  | 保守黨黨大會在布莱顿舉行                                         |
| 史坦普在續作《戲王者》才首次出場                                                                            | 史坦普為一名配角                                                 |
| 厄尔的男妓現身並干擾厄尔的一場重要演說，其後被一些知道他失德的記者騷擾                                      | 厄尔的男妓只在照片出現，而厄尔是被厄克特勒索                     |
| 故事以厄克特從屋企陽台跳樓自盡作結，而薛多琳無恙                                                            | 電視劇以厄克特將薛多琳拋下西敏宮作結，而厄克特無恙               |

適逢美國版《纸牌屋》將於2013年播出，多布斯重寫了小說的部分內容，配合電視劇三部曲的劇情和讓三本小說有連貫性。以下為2013年重新出版的版本與初版之別：
- 厄克特與薛多琳出現口角後，厄克特將薛多琳拋下樓，謀殺了她。
- 薛多琳墮樓期間沒有大叫「爸爸」
- 厄克特為隱瞞自己謀殺薛多琳，對外聲稱她是一個有精神病患的跟蹤狂，並以此作契機，承諾會將少年人的精神健康放在首位
- 薛多琳是《記事報》的記者
- 厄克特妻子米兰达改名為莫蒂瑪
- 史坦普依舊未有在本書出現
- 厄克特透過新增設的每章引言，向觀眾介紹劇情（原先並沒有章節之分）

## 迴響
本劇首集首映碰巧是保守黨黨魁選舉舉行前的兩日，原作作者多布斯表示馬卓安的競選活動「停了下來」，就是為了欣賞本劇。此劇的播出正值社會「對政治的幻滅」，因而成功「抓緊國民的情緒」。而本劇開始播映後十日，時任首相戴卓爾夫人決定辭職，與本劇設定一樣。
飾演厄克特的伊恩·理查森因此劇而贏得1991年英国电影和电视艺术学院最佳男主角獎項。而安德魯·戴維斯憑藉本劇的出色劇情，奪得艾美奖。
《紙牌屋》在2000年的英國電影協會100個最偉大英國電視節目中排行第84位。

## 美國改編版
厄克特三部曲獲美國Netflix改編為《紙牌屋》，由凱文·斯貝西飾演民主黨黨鞭法蘭克·安德伍，透過操控棋子和謀殺的手段，最終坐上美國總統的寶座。此劇原先由大卫·芬奇執導，及後斯貝西的戚格街製作公司亦加入製作團隊。
美國改編系列由獨立的Media Rights Capital製作和提供資金，也是Netflix嘗試原創劇集的首批電視劇之一。第一季在2013年2月1日於網上發布。美版在馬里蘭州的巴爾的摩拍攝。首季播映後，就如英國原版般，大受好評，更獲得金球獎4個提名：最佳戲劇、最佳男主角、最佳女主角和最佳男配角，最終由羅蘋·萊特奪得最佳女主角獎項。本劇亦會獲得黃金時段艾美獎9個提名，當中3個獲獎，此劇亦是首齣只靠網上串流播放便獲得提名的節目。

## 大眾文化
本劇引入了一句非確認證實聲明，並成功令其普及化：
|                   | 您很可能會這樣認為，我不可能作出回應。 You might very well think that; I couldn't possibly comment. |
| ——法蘭西斯·厄克特 | |

只要厄克特無法對正確的陳述表達同意時，就會使用此句子，亦會按情況強調「我」或「不可能」。本劇成為名劇後，本句甚至曾被國會委員會、下議院和上議院的議員所用。
本句亦被不同人演繹成不同版本，包括《幕后危机》第三季大結局中的尼古拉·默里（Nicola Murray），以及改編自泰瑞·普萊契《Hogfather》的電視劇集中的Death，而此角恰巧是由伊恩·理查森配音，並以此來開玩笑。
美國改編版的《紙牌屋》，弗蘭克·安德活（美國版的法蘭西斯·厄克特）曾在第一集與佐伊·巴恩斯（美國版的馬蒂·薛多琳）首次見面時使用此句子。
第一次波斯灣戰爭期間，一名駐巴格達的英國戰地記者，回應主播的問題時，僅表示「您很可能會這樣認為，我不可能作出回應。」相信是為了避開審查。

## 外部鏈結
- 互联网电影数据库（IMDb）上《House of Cards》的资料（英文）
- House of Cards trilogy at the BBC website （页面存档备份，存于）
- House of Cards （页面存档备份，存于） at British Film Institute Screen Online